# فورفنورکس
فورفنورکس (انگلیسی: Furfenorex) که با نام‌های فروگالان و نیز فورفوریل متیل آمفتامین نیز شناخته می‌شود نوعی داروی محرک است که در دهه ۱۹۶۰ به عنوان سرکوب‌کننده اشتها وارد بازار شد. این دارو در بدن، آمفتامین را به عنوان متابولیت تولید می‌کند. به دلیل خطر بالقوه سوء مصرف، این دارو از بازارها جمع‌آوری گردید.